# Fabio Gruber
Fabio Gruber (* 3. September 2002 in Augsburg) ist ein deutsch-peruanischer Fußballspieler.

## Karriere
Gruber begann mit dem Fußballspielen in der Jugendabteilung des FC Augsburg und durchlief dort alle Jugendmannschaften. Nach 25 Spielen in der B-Junioren-Bundesliga und 14 Spielen in der A-Junioren-Bundesliga, bei denen ihm insgesamt ein Tor gelang, wurde er im Sommer 2021 in den Kader der zweiten Mannschaft in der Regionalliga Bayern aufgenommen.
Nach zwei Spielzeiten und 62 Ligaspielen wechselte er im Sommer 2023 zum Drittligisten SC Verl und kam dort auch zu seinem ersten Einsatz im Profibereich, als er am 7. Oktober 2023, dem 10. Spieltag, beim 5:0-Auswärtssieg gegen Rot-Weiss Essen in der 84. Spielminute für Barne Pernot eingewechselt wurde.
Im Februar 2025 wechselte er zum 1. FC Nürnberg.